# Phyllodesmium colemani
Espèce
Phyllodesmium colemani est une espèce de mollusques nudibranches de la  famille des Facelinidae.

## Répartition
Cette espèce se rencontre dans la zone tropicale Ouest-Pacifique.

## Habitat
Son habitat correspond à la zone récifale peuplée de coraux mous jusqu'à 30 m de profondeur.

## Description
Cette espèce peut mesurer jusqu'à 2 cm.
Le corps est allongé, fin et tubulaire, sa teinte est brune translucide à verdâtre mouchetée de blanc.
Le corps est couvert de ceratas (jusqu'à onze paires) relativement longs, étroits, et à l'extrémité arrondie. Les appendices sensoriels frontaux sont par contre plus fins et de couleur plus atténuée.
La particularité de cette famille est leur relation symbiotique avec des zooxanthelles (algues unicellulaires) prélevées dans leur alimentation et conservées dans leurs glandes digestives (ce sont les taches beiges ou d'autres teintes visibles à la surface du corps). Une fois ingérées, ces zooxanthelles continuent à vivre, grandir, se reproduire et poursuivent leur photosynthèse dans les tissus du nudibranche, lui fournissant ainsi des nutriments.

## Éthologie
Ce Phyllodesmium est benthique et diurne.

## Alimentation
Phyllodesmium colemani se nourrit exclusivement de coraux mous tels que Tubipora musica.

## Systématique
Le nom valide complet (avec auteur) de ce taxon est Phyllodesmium colemani Rudman, 1991.

### Publication originale
- (en) W. B. Rudman, « Further studies on the taxonomy and biology of the octocoral-feeding genus Phyllodesmium Ehrenberg, 1831 (Nudibranchia: Aeolidoidea) », Journal of Molluscan Studies, Royaume-Uni, vol. 57,‎ 1991, p. 167-203 (ISSN 0260-1230, e-ISSN 1464-3766).